# باول موريس (سائق سباق)
باول موريس (بالإنجليزية: Paul Morris)‏ هو سائق سباق أسترالي، ولد في 22 ديسمبر 1967 في Morwell ‏ في أستراليا.